# Yūharu Atsuta
Yūharu Atsuta (厚田 雄春, Atsuta Yūharu) est un directeur de la photographie japonais, né à Kobe le 1er janvier 1905 et mort le 7 décembre 1992. 

Il est surtout connu pour sa longue collaboration quasi exclusive avec Yasujirō Ozu avec qui il fait la révolution de la couleur en 1958 avec Fleurs d'équinoxe.

## Filmographie sélective
- 1937 : Qu'est-ce que la dame a oublié ? (淑女は何を忘れたか, Shukujo wa nani o wasureta ka?) de Yasujirō Ozu
- 1940 : Nobuko (信子, Nobuko?) de Hiroshi Shimizu
- 1941 : Les Frères et Sœurs Toda (戸田家の兄妹, Todake no kyōdai?) de Yasujirō Ozu
- 1942 : Il était un père (父ありき, Chichi ariki?) de Yasujirō Ozu
- 1947 : Récit d'un propriétaire (長屋紳士録, Nagaya shinshiroku?) de Yasujirō Ozu
- 1948 : Une poule dans le vent (風の中の牝鶏, Kaze no naka no mendori?) de Yasujirō Ozu
- 1949 : Wakare no tango (別れのタンゴ?) de Yasushi Sasaki
- 1949 : Printemps tardif (晩春, Banshun?) de Yasujirō Ozu
- 1951 : Le Plaisir en famille (我が家は楽し, Waga ya wa tanoshi?) de Noboru Nakamura
- 1951 : Été précoce (麦秋, Bakushū?) de Yasujirō Ozu
- 1951 : Ano oka koete (あの丘越えて?) de Shunkai Mizuho (ja)
- 1952 : Le Goût du riz au thé vert (お茶漬の味, Ochazuke no aji?) de Yasujirō Ozu
- 1952 : Ringoen no shōjo (リンゴ園の少女?) de Kōji Shima
- 1953 : Voyage à Tokyo (東京物語, Tōkyō monogatari?) de Yasujirō Ozu
- 1956 : Printemps précoce (早春, Soshun?) de Yasujirō Ozu
- 1956 : Koko ni sachi ari - Zenpen: Yuwaku no miyako (ここに幸あり 前篇 誘惑の都?) de Yoshiaki Banshō
- 1956 : Koko ni sachi ari - Kohen: Hana saku asa (ここに幸あり 後篇 花咲く朝?) Yoshiaki Banshō
- 1956 : Je t’achèterai (あなた買います, Anata kaimasu?) de Masaki Kobayashi
- 1957 : La Rivière noire (黒い河, Kuroi kawa?) de Masaki Kobayashi
- 1957 : Crépuscule à Tokyo (東京暮色, Tōkyō boshoku?) de Yasujirō Ozu
- 1958 : Fleurs d'équinoxe (彼岸花, Higanbana?) de Yasujirō Ozu
- 1959 : Bonjour (お早う, Ohayō?) de Yasujirō Ozu
- 1960 : Fin d'automne (秋日和, Akibiyori?) de Yasujirō Ozu
- 1962 : Le Goût du saké (秋刀魚の味, Sanma no aji?) de Yasujirō Ozu
- 1983 : Ikite wa mita keredo - Ozu Yasujirō den (生きてはみたけれど 小津安二郎物語?) de Kazuo Inoue

## Distinctions
Sauf indication contraire, les informations mentionnées dans cette section peuvent être confirmées par la base de données cinématographiques IMDb,  présente dans la section « Liens externes ».

### Récompenses
- 1952 : prix Blue Ribbon de la meilleure photographie pour Le Plaisir en famille, Ano oka koete et Été précoce[1]
- 1961 : prix de la meilleure photographie pour Fin d'automne de Yasujirō Ozu au Asia-Pacific Film Festival
- 1963 : prix Mainichi de la meilleure photographie pour Le Goût du saké[2]
- 1993 : prix spécial pour sa carrière à la Japan Academy Prize[3]